# Na Kolmu
Na Kolmu je přírodní památka v okrese Tachov. Nachází se asi tři kilometry jižně od obce Lesná poblíž hranice CHKO Český les v nadmořské výšce 600–630 m. Chráněné území s rozlohou 14,23 ha bylo vyhlášeno 15. března 2012. Důvodem jeho zřízení je vodní ekosystém soustavy malých rybníků s výskytem zvláště chráněných živočichů, zejména vzácných druhů obojživelníků a bobra evropského (Castor fiber).

## Galerie

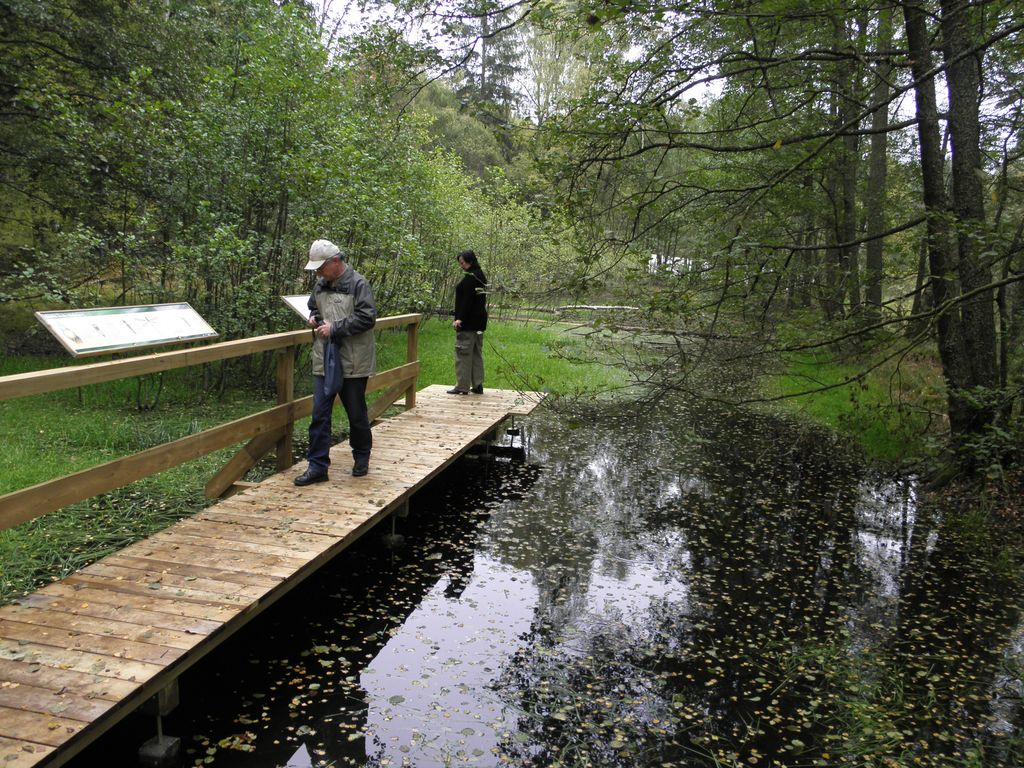
Pozorovací molo
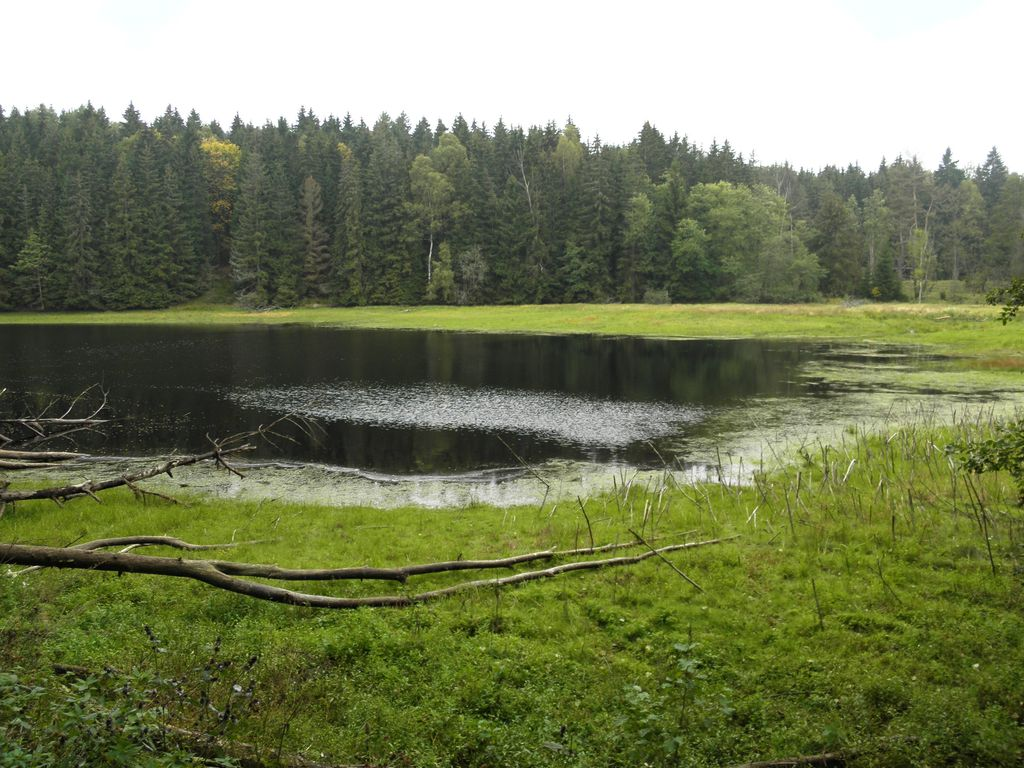